# Federico Lunardi
Federico Lunardi (* 7. Dezember 1880 in Livorno, Italien; † 9. November 1954) war ein römisch-katholischer Erzbischof und Diplomat des Heiligen Stuhls.

## Leben
Federico Lunardi empfing am 30. März 1907 das Sakrament der Priesterweihe.
Am 16. November 1936 ernannte ihn Papst Pius XI. zum Titularerzbischof von Side und bestellte ihn zum Apostolischen Nuntius in Bolivien. Der Apostolische Nuntius in Brasilien, Erzbischof Benedetto Aloisi Masella, spendete ihm am 12. Dezember desselben Jahres die Bischofsweihe; Mitkonsekratoren waren der Erzbischof von São Paulo, Leopoldo Duarte e Silva, und der Erzbischof von Mariana, Helvécio Gomes de Oliveira SDB.
Am 31. Oktober 1938 wurde Federico Lunardi Apostolischer Nuntius in Honduras. Papst Pius XII. ernannte ihn 1948 zum Offizial im Staatssekretariat des Heiligen Stuhls. Am 8. Juli 1949 wurde Lunardi Apostolischer Nuntius in Paraguay.